# Dorpskerk (Sassenheim)
De Dorpskerk is een kerk aan de Hoofdstraat 217, in het Nederlandse Sassenheim, in de provincie Zuid-Holland.

## Geschiedenis
In 1573 werd de kerk vernield, maar restauraties in de jaren 1970 brachten aan het licht dat men hier toch te maken had met een romaans tufstenen schip uit de 12e eeuw. Onder de pleisterlaag kwam de typisch romaanse muur tevoorschijn: vijf spaarvelden gescheiden door lisenen met colonnetten. In elk spaarveld heeft een rondboogvenster gezeten en in het middelste spaarveld zat de ingang. Bij het verhogen van het schip zullen de grotere ramen zijn aangebracht. De toren is waarschijnlijk in het midden van de 13e eeuw toegevoegd. Deze is aan het einde van de 15e eeuw verhoogd, gerestaureerd in 1957.
In 1574, het jaar van Leidens Ontzet, werd deze kerk door de geuzen zwaar beschadigd, om in 1595 weer hersteld te worden. In 1720 werd de kerk vergroot door een lagere aanbouw. De aanschaf van een uniek Goltfusz-orgel, uit 1658, vormde de bekroning van deze laatste restauratie (1971-1973).

## Orgel
Het orgel is in 1657 gebouwd door Hans Goltfuss voor de Gasthuiskerk te Delft. In 1858 werd het overgeplaatst naar de kerk van de christelijke afgescheiden gemeente aan de Voldersgracht in Delft. J.C. Sanders (Utrecht) breidt het in 1904 uit en vernieuwt de windlade, windvoorziening, tractuur en klaviatuur. In 1975 werd het in Sassenheim geplaatst. De firma K.B. Blank & Zoon (Herwijnen) restaureert het instrument en reconstrueert de oorspronkelijke aanleg. In 1999 maakt Hans van Rossum (Andel) een nieuwe windvoorziening en intoneert het pijpwerk opnieuw op een lagere winddruk.